# Jiří Holeček
Jiří Holeček, född 18 mars 1944 i Prag, Tjeckoslovakien, är en tjeckoslovakisk före detta ishockeymålvakt som spelade i det tjeckoslovakiska landslaget ansedd som en av dåtidens bästa målvakter.

## Karriär
Jiří Holeček spelade som pojklagsspelare som anfallsspelare innan han som 13-åring bytte position till målvakt. Sitt första år som seniorspelare spelade han för HC Slavia Praha med vilka han stannade tills 1963 då han också spelade för Dynamo Prag. Från 1963 till 1973 spelade han för HC Košice. Åren 1973 till 1978 spelade han för HC Sparta Prag innan han växlade ner i karriärren för spel i EHC München och EHC Essen-West 1978-1980 respektive 1980-1981.
Han representerade tjeckoslovakiska landslaget 164 gånger, ett rekord inom tjeckoslovakisk ishockey. Han spelade ofta med Vladimír Dzurilla som andremålvakt och paret bildade en skräckinjagande duo för motståndarna. Han blev trefaldig världsmästare och deltog i två Olympiska spel. Han blev vald som turneringens bästa målvakt vid fem tillfällen (1971, 1973, 1975, 1976 och 1978) – mer än någon annan målvakt. Dessutom blev han invald i fem All-star-lag.
Efter sin aktiva spelarkarriär fortsatte Holeček som tränare åt juniorlag i Tjeckien och även åt landslaget. Han fungerade en tid som tränare och mentor åt Dominik Hašek i Pardubice. 
Under de senaste åren har han arbetat inom reklambranschen samt även som en färgrik kommentator i tjeckisk TV.

## Meriter
- OS-silver 1976
- OS-brons 1972
- VM-guld 1972, 1976 och 1977
- Utvald av IIHF som turneringens bäste målvakt: 1971, 1973, 1975, 1976 och 1978
- VM All-Star Team 1971, 1972, 1973, 1976 och 1978
- Guldklubban till Tjeckoslovakiens bästa spelare 1974